# Eberhard von Virneburg
Eberhard von Virneburg, także Eberhardus de Virneburch, Virnenburg, Vyrneburg, Vernborg  (zm. po 1339) – komtur malborski w latach 1302–1304, komtur królewiecki w latach 1305–1309, wielki szpitalnik w roku 1309, komtur krajowy w Westfalii w latach 1318–1321

## Życiorys
Eberhard był synem hrabiego Henryka von Virneburga (1238–1290) oraz Ponzetty von Oberstein (1253–1311). Pochodził z hrabiowskiej rodziny Virneburg osiadłej w zamku o tej samej nazwie, nieopodal Koblencji w Nadrenii-Palatynacie.
Eberhard von Virneburg do Prus przybył około roku 1297. Początkowo pozostawał w otoczeniu mistrza krajowego Prus Meinharda von Querfurt. W 1302 roku otrzymał stanowisko komtura Malborka. Na tym stanowisku pozostał do roku 1304, a następnie stanął na czele królewieckiego konwentu. Stanowisko to piastował do roku 1309, które opuścił żeby na krótko objąć godność wielkiego szpitalnika.
Niejasne są losy Eberharda von Virneburga po roku 1310. Najprawdopodobniej ponownie objął stanowisko komtura w Królewcu i przypuszcza się, że pełnił je do 1311 roku. Nie wiadomo dokładnie też kiedy Eberhard opuścił prowincję Pruską i powrócił w rodzinne strony. Pewnym jest, że na przełomie lat 20. XIV wieku piastował urząd komtura krajowego w Westfalii. Następnie kolejno dowodził komendami w Rheinberu oraz Ramersdorf.
Jako komtur królewiecki wsławił się dowództwem przynajmniej trzech rejz skierowanych na ziemie litewskie. Pierwsze dwie Eberhard von Virneburg poprowadził w roku 1305 niszcząc ziemie Pograuda i zdobywając gród Aukajmis. Trzecia odbyła się w roku 1306 i zakończyła się nieudaną próbą zdobycia Grodna